# Sardinia (New York)
Sardinia  è un comune (town) degli Stati Uniti d'America nella Contea di Erie nello stato di New York. La cittadina si trova nell'angolo sud-est della contea di Erie ed è considerata una delle contee "Southtowns". La città è a sud-est di Buffalo. La popolazione era di 2.775 al censimento del 2010.

## Storia
Questa zona conosciuta oggi come la città di Sardinia è stata colonizzata intorno 1809.
George Richmond, ed Ezra Nott, del Vermont sono considerati i primi coloni.
Nel 1810, c'erano circa quindici altre famiglie della zona, molti dei quali vivevano lungo il Cattaraugus Creek, nei pressi di Genesee Savage Roads. La città di Sardinia è stata fondata nel 1821 a est della città di Concord. Nel 1823, c'erano fattorie, chiese, ufficio postale, taverne, un mulino di cardatura, una fabbrica di lana, un mulino per la macinazione dei cereali e una conceria.
La frazione di Chaffee iniziò a svilupparsi dalla metà del XIX secolo, dopo la costruzione della Ferrovia Springville e la Ferrovia Sardinia.
La frazione di Protection infine, sviluppatasi anche lei intorno a questo periodo, servì come un deposito delle Ferrovie Buffalo, New York e Filadelfia.

## Edifici storici
La città di Sardinia ha 38 edifici storici.
L'Old Town Hall Sardinia, conosciuta anche come la Prima Chiesa Battista di Sardinia e ora sede della società storica, la Rider-Hopkins Farm e Camp Olmsted sono elencati nel National Register of Historic Places (Registro Nazionale dei Luoghi Storici).